# Bandalos Chinos
Bandalos Chinos est un groupe argentin d'indie pop, originaire de Beccar, dans le Grand Buenos Aires. Il est composé de Gregorio Degano (chant), Salvador Colombo (synthétiseur), Tomás Verduga (guitare et chœurs), Matías Verduga (batterie et percussions), Iñaki Colombo (guitares et synthétiseurs) et Nicolás Rodríguez del Pozo (basse).

## Histoire

### Débuts (2009–2016)
Iñaki Colombo et Gregorio « Goyo » Degano se rencontrent à l'école à San Fernando et jouent ensemble depuis l'âge de quatorze ans. Lorsqu'ils terminent le lycée en 2009, ils forment Bandalos Chinos dans la ville de Beccar, dans la zone nord du Grand Buenos Aires. Leur premier album sort en 2012 et porte le nom du groupe, étant présenté à l'Auditorium San Isidro le 26 octobre de la même année. Bien que, selon les déclarations du groupe, il s'agisse d'un album qui, selon eux, ne les représente pas, le groupe avait un line-up différent ; il n'est disponible que sur Bandcamp et en format physique.
Après la sortie de leur premier album, ils publient Nunca estuve acá le 24 décembre 2014, un EP avec six titres qui varient entre electropop et synthpop, avec « Lobo » rejoignant le groupe en tant que bassiste,. Le 22 décembre 2016, ils sortent En el aire, EP dont se détache la chanson Isla (plus tard, ils sortiront une version remixée de la chanson par Pyura), en suivant la même ligne que l'œuvre précédente. Par la suite, ils participent à l'édition argentine de Lollapalooza 2017, ce qui constitue leur première participation au festival.

### BACH(2018–2019)
Leur deuxième album, intitulé BACH, sort le 3 août 2018, enregistré aux studios Sonic Ranch des États-Unis avec une production assurée par Adán Jodorowsky, Jack Lahana et le groupe lui-même. L'album finit par être non seulement le plus grand succès du groupe, et de la scène indie argentine, cela les fait tourner dans toute l'Argentine, et voyager au Mexique trois fois en moins d'un an (y compris leur participation à Vive Latino 2019). Des classiques tels que Vámonos de viaje, Demasiado, El club de la montaña, et Tu órbita.
Le 4 août 2019, ils sortent le single Departamento en collaboration avec Adán Jodorowsky, ayant un grand succès comme les singles précédents.

### Paranoia Pop(2020–2021)
Leur troisième album, Paranoia Pop, sort le 9 octobre 2020 avec la participation d'artistes invités tels que LOUTA, Tei Shi et David Aguilar. Comme son prédécesseur, il est enregistré au studio Sonic Ranch, produit par Adan Jodorowsky, et mixé par Jack Lahana. À partir de ce moment, les concerts sont accompagnés par les percussions du musicien et producteur Maxi Sayes. Les chansons Sin señal et Paranoia Pop en duo avec LOUTA sont publiées. La présentation de l'album se fait le 29 octobre 2020 avec un streaming musical au Movistar Arena, débutant ainsi le Paranoia Tour. En 2021, ils font une grande tournée à travers le Mexique en août et septembre, sortant deux nouveaux singles, terminant l'année le 11 décembre avec un concert à l'Hipódromo de Palermo devant 5 000 spectateurs, étant le plus grand spectacle de leur carrière, et culminant le Paranoia Tour le 1er mai 2022 au festival Quilmes Rock.

### El Big Blue(depuis 2022)
Leur quatrième album, El Big Blue, sort le 6 mai 2022, avec à nouveau les invités Tei Shi et David Aguilar, enregistré au studio Sonic Ranch en avril 2021 et produit par Adan Jodorowsky. Il est composé exclusivement en Pandemic. Il comprend des singles tels que Mi fiesta, Una propuesta, Cállame (avec un vidéoclip caractérisé comme l'ouverture d'un feuilleton mexicain), La final, etc.
Tout au long de l'année 2022, ils programment une tournée sous le nom de Big Blue Tour à travers l'Espagne (y compris leur participation à Primavera Sound), l'Amérique latine (débutant dans la plupart des pays) et l'Argentine. La présentation officielle de l'album a lieu le 22 octobre au stade Luna Park.

## Influences
Le groupe reconnaît Luis Alberto Spinetta et Tame Impala parmi ses influences. La presse les compare également à Phoenix, Virus, Sweater et ABBA,.

## Discographie

### Albums studio
- 2012 : Bandalos Chinos
- 2018 : BACH
- 2020 : Paranoia Pop
- 2020 : Feliz Navibach
- 2022 : El Big Blue
- 2022 : Feliz Navibach, volumen II

### EP
- 2014 : Nunca estuve acá
- 2016 : En el aire

### Singles
- 2018 : Vámonos de viaje
- 2018 : Demasiado
- 2019 : Tu órbita
- 2019 : Departamento
- 2020 : Mi manera de ser / AYNMG
- 2020 : Sin señal
- 2020 : El ídolo
- 2021 : Mi fiesta
- 2021 : Una propuesta
- 2023 : Me estoy enamorando